# Idotea delfini
Idotea delfini là một loài chân đều trong họ Idoteidae. Loài này được Porter miêu tả khoa học năm 1903.